# مریویان فلز (کارولینای شمالی)
مریویان فلز (به انگلیسی: Moravian Falls) شهری در ایالت کارولینای شمالی کشور ایالات متحده آمریکا است که جمعیت آن در سرشماری سال ۲۰۱۰ میلادی، ۱٬۹۰۱ نفر بوده‌است.